# Conad
Conad (итал. Consorzio Nazionale Dettaglianti) — итальянский оператор розничной торговли, управляющий одной из крупнейших сетей супермаркетов в Италии; также работает в Сан-Марино, Мальте, Косово и Албании.
Представляет собой кооперативную систему предпринимателей, занимающихся оптовой и розничной реализацией товаров. Создан 13 мая 1962 года в Болонье. Имеет три уровня организации: члены-предприниматели (владельцы торговых точек), кооперативы (крупные торговые и распределительные центры) и общенациональный консорциум (орган, ориентированный на анализ рынка и оказание услуг компаниям-членам).
По состоянию на конец 2023 года сеть насчитывала 3331 торговую точку, 60 логистических центров и 77,8 тыс. сотрудников. Выручка за 2023 год составила 20 млрд евро.